# Carl Olov Orback
Carl Olov Josef Orback, född 3 september 1917 i Fredriksberg, Döderhults församling, Kalmar län, död 30 juli 1988 i Stockholm, var en svensk trädgårds- och landskapsarkitekt. Han var far till Jens Orback.
Orback flyttade i unga år till Västervik där fadern var handelsträdgårdsmästare. Efter läroverksstudier i hemstaden fortsatte han vid Kungliga Lantbruksakademiens trädgårdsskola 1940–1941. Han kom att bedriva egen verksamhet trädgårds- och landskapsarkitektur i Stockholm, men hade uppdrag i hela Sverige. Han var sakkunnig vid den av Samfundet för hembygdsvård 1952 inrättade vattenavdelningen. Han planerade bland annat trädgården vid Villa Melanton i Viggbyholm 1949. Postumt utgavs diktsamlingen Blindmannen (1989).